# Commerce Court
Commerce Court è un complesso di quattro edifici per uffici nel distretto finanziario di Toronto, Ontario, Canada. L'occupante principale è la Canadian Imperial Bank of Commerce (CIBC) che ha sede nell'edificio. Gli edifici sono un mix di stili architettonici Art Deco, internazionali e del primo modernismo.

## 1931 North Tower

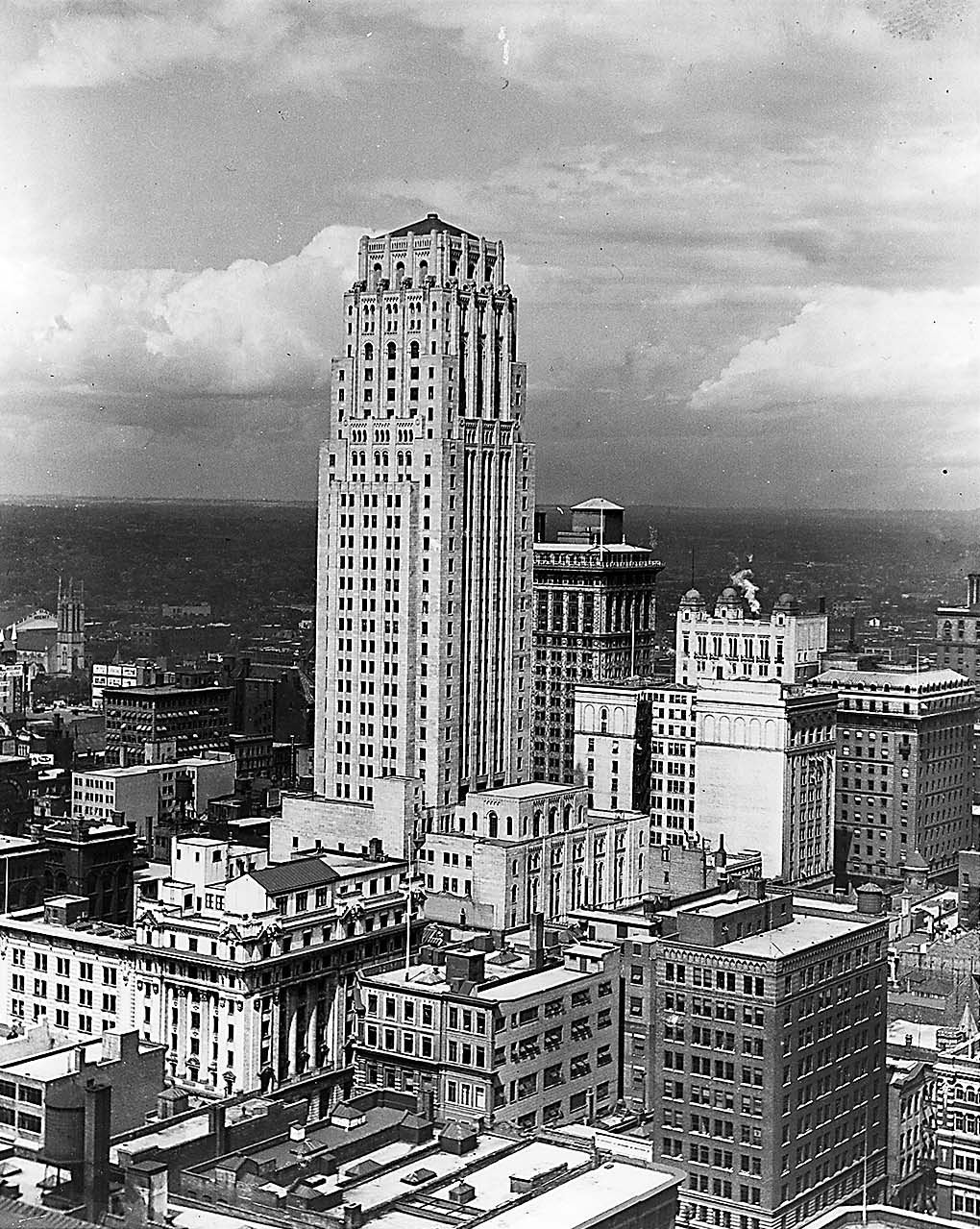
Commerce Court North nel 1930

Il primo edificio, ora noto come Commerce Court North, fu aperto nel 1931 come sede della Canadian Bank of Commerce, una banca precursore dell'attuale principale occupante. L'edificio fu sede della prima Wesleyan Methodist Church di Toronto, una piccola cappella di legno circondata da boschi (che in seguito divenne la Metropolitan United Church) dal 1818 al 1831, poi come Theatre Royal dal 1833 in poi. Dal 1887 al 1927 fu sede di una sede di sette piani della Canadian Bank of Commerce, che fu demolita per far posto a Commerce Court North.

## Edifici successivi
Nel 1972 vennero eretti altri tre edifici, creando così il complesso Commerce Court: progettato da Pei Cobb Freed & Partners con Page e Steele, l'edificio più alto del complesso (Commerce Court West 57)  ha 57 piani, e fu l'edificio più alto in Canada dal 1972 al 1976. Commerce Court East (1972: 13 piani) e Commerce Court South (5 piani) sono strutture in vetro e muratura appaltate anch'esse da Pei Cobb Freed & Partners con Page e Steele nel 1972. Nel 1994, Zeidler Partnership Architects è stata incaricata di rinnovare la Commerce Court Plaza, l'area bancaria alla base di Commerce Court West e l'area commerciale al di sotto del livello stradale. Vi sono 65 negozi di vendita al dettaglio nella piazza sotto il complesso.

Il dirigibile britannico R100 sorvolò il Commerce Court North Building durante il suo unico viaggio transatlantico nell'agosto 1930